# Anglikan
En anglikan är en person som tillhör någon av Anglikanska kyrkogemenskapens medlemskyrkor, det vill säga kyrkor i gemenskap med Ärkebiskopen av Canterbury. Dessa kallas för anglikanska kyrkor, episkopalkyrkor (i synnerhet i Skottland och USA) eller heliga katolska kyrkor (i synnerhet i Japan och Kina).
Sedan 1800-talet finns det även ett antal kyrkor som har brutit sig ur den anglikanska kyrkogemenskapen som kallar sig för anglikaner, så kallade continuing churches.

## Definierande egenskaper
Alla anglikaner tillhör en kyrka som erkänner den apostoliska trosbekännelsen, den nicaenska trosbekännelsen, bibelläsning på folkspråket, firandet av dop och eukaristi, samt det tredelade apostoliska kyrkliga ämbetet som diakon, präst och biskop. Den dagliga ottesången och aftonsången enligt Den Allmänna Bönboken, eller någon motsvarande alternativ gudstjänstbok, har en stark ställning i anglikansk andlighet. En positiv syn på kanonisk rätt utgör en del av anglikansk identitet. I övriga frågor är den teologiska bredden och mångfalden mycket stor, både i äldre tid och i vår tid.

## De 39 artiklarnas ställning
De trettionio artiklarna har skiftande ställning i anglikanska kyrkor. Somliga anglikanska kyrkor använder dem inte alls, och Lambethkonferensen 1968 gjorde tydligt att de inte utgör en nödvändig gemensam nämnare för anglikanska kyrkor. Många betraktar dem som historiska dokument vittnande om Engelska kyrkans teologi i äldre tid, men inte normerande för alla tider och platser, och i vår tid snarare en bland flera "inspirationskällor" (tillsammans med den tidiga kyrkans trosbekännelser och Den allmänna bönboken). Några anglikaner, vanligtvis tillhörande den konservativt evangelikala flygeln, betraktar dem som bindande och förpliktigande. Ytterligare några hävdar att inte alla artiklar har samma tyngd. Innehållet i några av dem accepteras av de flesta anglikaner, men inte nödvändigtvis på grund av att innehållet råkar finnas i Artiklarna. Samma bredd av synsätt finns rörande den athanasianska trosbekännelsen.

## Självdefinition
Icke-anglikaner beskriver ibland anglikaner som "protestanter". Många anglikaner finner beteckningen protestantisk missvisande för att beteckna deras kyrkoidentitet, och föredrar "katolsk och reformerad". 
Det är vanligt att anglikaner beskriver anglikanismen som Via media, en kristendomsform som varken är romersk-katolsk eller protestantisk, utan en kompromiss mellan dem båda, som är både katolsk och reformerad . Vid 1930 års Lambethkonferens beskrevs anglikanismen på följande sätt:
- - "Den Anglikanska kyrkogemenskapen är en gemenskap inom den Enda, Heliga, Katolska och Apostoliska kyrkan av tillbörligen konstituerade stift, provinser och regionala kyrkor som befinner sig i gemenskap med Canterburys biskopssäte, och som delar följande egenskaper:
    - a. De upprätthåller och förmedlar den Katolska och Apostoliska tron och kyrkoordningen, så som dessa i allmänhet är framlagda i Den allmänna bönboken, så som denna är auktoriserad dessa kyrkor;
    - b. De är partikulärkyrkor eller nationalkyrkor, och uppmuntrar, som sådana, för respektive nation representativa uttryck för kristen tro, liv och tillbedjan; och
    - c. De är sammanbundna, inte av något centralt lagstiftande eller verkställande organ, utan av ömsesidig lojalitet underhållen genom rådslående biskopars gemensamma råd." [16]

Det officiella namnet på de anglikanska kyrkorna i Japan respektive HongKong är Japanska Heliga Katolska Kyrkan och Heliga Katolska Kyrkan i Kina. 
Ordet "protestant" förekommer endast i ett fåtal dokument som påverkar anglikanska kyrkor. Ett sådant dokument är 1701 års engelska tronföljdsordning, som kallar den Engelska kyrkans kungliga medlemmar för "protestanter" (vilket kan förklaras med att Vilhelm III av England var dubbelansluten till den presbyterianska Skotska kyrkan och den reformerta kyrkan i Nederländerna); Ett annat är den Amerikanska Episkopalkyrkans konstitutioner från 1790, som använder benämningen Protestantiska Amerikanska Episkopalkyrkan, men denna benämning är sedan 1964 ett andrahandsalternativ till det nuvarande officiella namnet, för att inte leda till förväxlingar med de reformerta kyrkorna.

## Skillnader mellan anglikanism och protestantism
På följande punkter skiljer sig anglikanskt kyrkoliv från kalvinism: 
- - Anglikaner avvisar läran om Sola Scriptura, och lär istället vad som kallas för "Skriftens tillräcklighet", och att Skriften förstås med hjälp av Förnuftet och Traditionen.
  - En augustinsk människosyn är inte normerande.
  - Den kalvinska predestinationsläran avvisades 1595 och 1628.
  - Goda gärningar betraktas i artikel XII som en nödvändig följd av tron, och anses vara förtjänstfulla inför Gud.
  - Anglikaner läser apokryferna i den gemensamma gudstjänsten.
  - Anglikaner skiljer mellan "Evangeliets två stora sakrament" (dop och eukaristi) och vad som vanligtvis kallas för de fem små sakramenten  (konfirmation, bikt, äktenskapet, ordination och förbön för sjuka).
  - Dopet betraktas i Den Allmänna Bönboken 1662 som en verklig pånyttfödelse.
  - Kristi verkliga kropp och blod är altarsakramentets "osynliga och inre nåd" enligt 1604 års katekes, som fortfarande hör till 1662 års bönbok. Eukaristibönernas och vanligt förekommande hymners ordalydelser stöder denna syn.
  - Det tredelade apostoliska kyrkliga ämbetet som diakon, präst och biskop betraktas av anglikaner sedan 1550 som en urkyrklig ordning som skall förbli i bruk för alltid.
  - Biskopens utdelande av konfirmationens sakrament har behållits.
  - Fasta på fredagarna har en starkare ställning i fromhetslivet.
  - Vid sidan av söndagar firas även jul, epifania, stilla veckans dagar, Kristi himmelsfärds dag och många helgondagar.
  - I anglikanska sångböcker, exempelvis New English Hymnal, förekommer förbön för de hädangångnas själar och anrop av helgonens förbön. Evangelikaler väljer dock att använda andra sångböcker.

## Skillander mellan anglikanism och romersk katolicism
På följande punkter skiljer sig anglikansk teologi från romersk-katolskt kyrkoliv:
- - En augustinsk människosyn är inte normerande.
  - Det är nödvändigt att fira gudstjänst på folkspråket. I traditionella universitetssammanhang kan dock latin ibland vara folkspråket.
  - Officiet har en mycket starkare ställning som offentlig församlingsgudstjänst.
  - Kommunionen skall i normala fall delas ut under båda gestalterna, det vill säga alla nattvardsgäster skall få både bröd och vin. Sjukkommunion är undantagsvis inte normala fall.
  - Altarsakramentets teologi är inte väldefinierad och enhetlig. Bland några evangelikaler, som väljer att bortse från 1604 års katekes och väljer att tillmäta Artiklarna stor vikt, förekommer en kalvinsk tolkning av Artikel XXVIII.
  - Bikten är en möjlighet, inte obligatorisk.
  - Avlat förekommer inte.
  - Prästcelibat är ett fritt val, och prästäktenskap är tillåtna.
  - Kvinnor ordineras till diakoner i alla anglikanska medlemskyrkor.
  - Kvinnor ordineras till präster i de flesta anglikanska medlemskyrkor.
  - Kvinnor ordineras till biskopar i några anglikanska medlemskyrkor.
  - Påven betraktas vanligtvis inte som ofelbar. Anglopapalisterna kan dock hysa en sådan syn.
  - Några av mariahögtiderna firas, men inte med klart definierat läroinnehåll, vilket gör att flera olika mariologier ryms.

## Fotnoter
1. ↑  De fyra Chicago-Lambeth-artiklarna
2. ↑  ”Engelska kyrkan, officiell hemsida, citat ur Allmänna bönboken”. Arkiverad från originalet den 28 december 2012. https://web.archive.org/web/20121228081846/http://www.churchofengland.org/prayer-worship/worship/book-of-common-prayer/the-order-for-morning-and-evening-prayer.aspx. Läst 25 november 2012.
3. ↑   Arkiverad 21 november 2011 hämtat från the Wayback Machine. Anglican Communion Legal Advisers' Network, officiell hemsida
4. ↑  Sykes, S. & Booty, J. (ed.): The Study of Anglicanism, London, 1988, s. 201ff
5. ↑  Sykes, S. & Booty, J. (ed.): The Study of Anglicanism, London, 1988, s. 141
6. ↑  Lambeth conference, officiell hemsida, resolution 43, 1968 Arkiverad 18 april 2012 hämtat från the Wayback Machine.
7. ↑  Engelska kyrkan, officiell hemsida
8. ↑  Citat ur Amerikanska episkopalkyrkans Book of Common Prayer Arkiverad 4 mars 2016 hämtat från the Wayback Machine.
9. ↑   Hefling, C.C. & Shattuck C.L. The Oxford Guide to the Book of Common Prayer, s. 138, OUP 2006
10. ↑   Fahlbusch, E. Encyclopedia of Christianity, vol. 4, s. 543, Eerdmans Publishing Company 2005
11. ↑  Mannion, G. Routledge Companion to the Christian Church, s. 207, Routledge 2008
12. ↑   McAdoo, H.R. The Unity of Anglicanism: Catholic and Reformed, Wilton, CT: Morehouse-Barlow, 1983, bl.a. s.34
13. ↑  Sykes, S. & Booty, J. Study of Anglicanism, London, SPCK 1988, s. 412
14. ↑  Irländska kyrkan, officiell hemsida
15. ↑  Sykes, S., Booty, J. & Knight, J. (ed.): Study of Anglicanism, Rev. uppl. London, SPCK 1998, s. 466, 468, 506
16. ↑  Lambeth conference, officiell hemsida resolution 49 1930 Arkiverad 18 april 2012 hämtat från the Wayback Machine.